# Свищи плаз
 За хижата вижте Свищи плаз (хижа)
Свищи плаз е връх в Златишко-Тетевенска планина, дял от Средна Стара планина, България, висок е 1888 метра.

## Местоположение
Издига се в западната част на планинския дял, на изток от седловината Кашана, между дълбокита долини на Клисекьойска река и Златишка река. Град Златица (на югоизток) и град Етрополе (на северозапад). Под върха извират река Курудере (на юг, преминаваща през Златица), река Черни Вит (на север) и Стара (Лопянска) река (на запад). Върхът е на границата, която разделя Западна Стара планина от Централна Стара планина. Между връх Свищи плаз (на север) и връх Мургана (на юг) се намира седловината Кашана. На юг от върха през Кашана преминава Златишкия проход

## Туризъм
Наблизо (преход 1 ч.30 мин.) на северозапад се намира хижа Свищи плаз (1475 м). Хижата е разположена в местността „Малка поляна“, в югозападното подножие на връх Миале (връх Михаля). Районът предлага добри условия за зимен и летен отдих. Теренът е подходящ за къмпингиране, но пътят е почвен и е достъпен само за коли с висока проходимост. Обектът работи целогодишно.

## Любопитно
В древни времена в подножието на върха е имало римски галерии за добив на злато.